# Detroit Rock City (film)
Detroit Rock City è un film del 1999, diretto dal regista Adam Rifkin ed ispirato all'omonima hit dei Kiss.

## Trama
È la storia delle peripezie affrontate da quattro ragazzi che negli anni '70 volevano a tutti i costi andare a un concerto dei Kiss, il gruppo più popolare del periodo. Uno di loro riesce a procurarsi i biglietti ma sua madre, che non ha affatto piacere che suo figlio vada al concerto, li distrugge. I ragazzi per essere presenti ugualmente faranno di tutto, compresa una visita ad un locale di strip tease maschile tipo Full Monty. Nonostante le difficoltà, i ragazzi manterranno intatta la voglia di realizzare i loro sogni.

## Colonna sonora
1. The Boys Are Back in Town – Everclear (cover dei Thin Lizzy)
2. Shout It Out Loud – Kiss
3. Runnin' with the Devil – Van Halen
4. Cat Scratch Fever – Ted Nugent
5. Iron Man – Black Sabbath
6. Highway To Hell – AC/DC
7. 20th Century Boy – Drain
8. Detroit Rock City – Kiss
9. Jailbreak – Thin Lizzy
10. Surrender – Cheap Trick
11. Rebel Rebel – David Bowie
12. Strutter – Kiss
13. School Days – The Runaways
14. Little Willy – Sweet
15. Nothing Can Keep Me From You – Kiss

Sono presenti diverse cover eseguite da altri artisti, alcune delle quali non inserite nel film. Di seguito quelle presenti nel film:
1. The Boys Are Back in Town – Thin Lizzy
2. 20th Century Boy – T. Rex
3. Highway To Hell – Marilyn Manson
4. Cat Scratch Fever – Ted Nugent
5. Strutter – Kiss

Altre canzoni presenti nel film ma non nell'album colonna sonora sono:
1. Come Sail Away – Styx
2. Frankenstein – The Edgar Winter Group
3. Fox on The Run – Sweet
4. Ladies Room – Kiss
5. Radar Love – Golden Earring
6. Love Gun – Kiss
7. Christine Sixteen – Kiss
8. I Wanna Be Sedated – Ramones
9. Shock Me – Kiss
10. Godzilla – Blue Öyster Cult
11. Strutter – Kiss
12. Blitzkrieg Bop – Ramones
13. Popcorn – Hot Butter (cover di Gershon Kingsley)
14. Beth – Kiss
15. Love Hurts – Nazareth
16. I Stole Your Love – Kiss
17. Cat Scratch Fever – Ted Nugent
18. Funk No. 49 – James Gang
19. Schoolhouse Rock! Conjunction Junction – Bob Dorough
20. Good Old Days – The Beau Hunks
21. Lights Out – UFO
22. Making It – David Naughton
23. Wild and Hot – Angel
24. Problem Child – AC/DC
25. Turn to Stone – Electric Light Orchestra
26. Black Superman – The Kinshasa Band
27. Monster Attacks – Hans Salter
28. Escape – Rupert Holmes
29. Black Magic Woman – Santana
30. Every 1's a Winner – Hot Chocolate
31. Convoy – C. W. McCall
32. Boogie Shoes – KC & The Sunshine Band
33. Fire – Ohio Players
34. Muskrat Love – Captain & Tennille
35. Calling Dr. Love – Kiss
36. Rock Your Baby – George McCrae
37. Whole Lotta Rosie – AC/DC
38. Love to Love – UFO